# Senior CLASS Award - koszykówka męska
Senior CLASS Award – nagroda przyznawana corocznie, od 2001 roku, najlepszemu koszykarzowi–studentowi ostatniego roku NCAA Division I w Stanach Zjednoczonych. Skrót "CLASS" oznacza Celebrating Loyalty and Achievement for Staying in School. Finaliści nagrody są uznawani za Senior All-Americans, czyli skład najlepszych zawodników akademickich ostatniego roku w kraju.

## Laureaci
| Rok     | Zwycięzca        | uczelnia       |
| ------- | ---------------- | -------------- |
| 2000–01 | Shane Battier    | Duke           |
| 2001–02 | Juan Dixon       | Maryland       |
| 2002–03 | David West       | Xavier         |
| 2003–04 | Jameer Nelson    | Saint Joseph's |
| 2004–05 | Wayne Simien     | Kansas         |
| 2005–06 | J.J. Redick      | Duke           |
| 2006–07 | Alando Tucker    | Wisconsin      |
| 2007–08 | Shan Foster      | Vanderbilt     |
| 2008–09 | Tyler Hansbrough | North Carolina |
| 2009–10 | Da'Sean Butler   | West Virginia  |
| 2010–11 | Jimmer Fredette  | Brigham Young  |
| 2011–12 | Robbie Hummel    | Purdue         |
| 2012–13 | Jordan Hulls     | Indiana        |
| 2013–14 | Doug McDermott   | Creighton      |
| 2014–15 | Alex Barlow      | Butler         |
| 2015–16 | Denzel Valentine | Michigan State |
| 2016–17 | Josh Hart        | Villanova      |
| 2017–18 | Jevon Carter     | West Virginia  |
| 2018–19 | Luke Maye        | North Carolina |
| 2019–20 | Markus Howard    | Marquette      |
| 2020–21 | Luka Garza       | Iowa           |
| 2021–22 | Jacob Gilyard    | Richmond       |